# コンテンポラリー・R&B
コンテンポラリー・R&B（英: Contemporary R&B）は、リズム・アンド・ブルース、ソウル、ファンク、ヒップホップの要素を組み合わせ、ときにはドラムマシンなどの機器を使用した音楽ジャンルである。

## 歴史

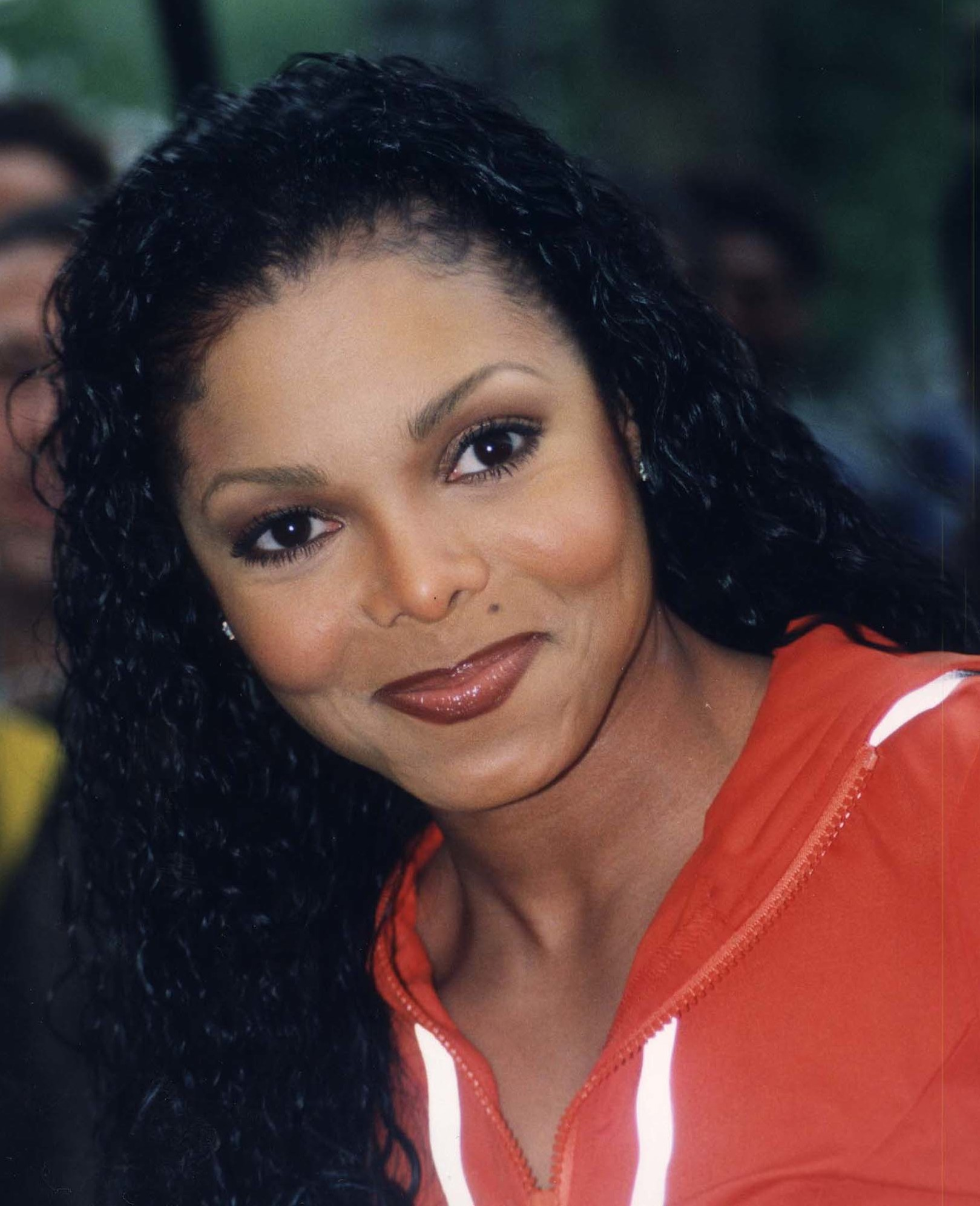
ジャネット・ジャクソン

アメリカの音楽評論家ジェフリー・ハイムズのよれば、プログレッシヴ・ソウルのムーブメントは、カーティス・メイフィールド、マーヴィン・ゲイ、スティーヴィー・ワンダーなどのソウルシンガー、ソングライター、プロデューサーによって主導された。ルーサー・ヴァンドロス、ローリン・ヒル、メアリー・J・ブライジ、ジョディシィ、ボーイズIIメン、ベイビーフェイス、ディアンジェロ、TLC、ホイットニー・ヒューストンらによって普及した。
K-Ci & JoJoが参加したファーザーMCの"トリート・ゼム・ライク・ゼイ・ワナ・ビー・トリーテッド"(1990)はソウルとラップの融合の初期の例である。メアリーJ.ブライジは1996年に「ノット・ゴナ・クライ」をポップ・チャートでもヒットさせた。また、ジョディシィのファーストアルバムは、アルBシュアとディバンテ・スウィングが制作を担当した。革新的R&Bグループの「イントロ」のR&Bヒット"ラブ・サング"(1993) は、イーディ・ブリッケル&ニュー・ボヘミアンズの"ワット・アイ・アム"をサンプリングとして使用していた 。